# غيغاروت (آراغاتسوتن)
مدينة غيغاروت (بالإنجليزية: Gegharot)‏ هي إحدى المدن التابعة لمقاطعة آراغاتسوتن في أرمينيا. يقدر عدد سكانها بـ 599 نسمة حسب الإحصاء الذي جرى عام 2011.